# ʅ
Cette page contient des caractères spéciaux ou non latins. S’ils s’affichent mal (▯, ?, etc.), consultez la page d’aide Unicode.
La lettre ʅ (minuscule sans forme majuscule), appelée r sans obit réfléchi hameçon rétroflexe ou iota hameçon rétroflexe, est un symbole phonétique utilisé dans l’étude du chinois et d’autres langues sino-tibétaines pour représenter la consonne fricative rétroflexe voisée syllabique normalement représenté par [ʐ̩] dans l’alphabet phonétique international. Sa forme est similaire au r sans obit réfléchi ‹ ɿ › mais avec une hameçon rétroflexe.

## Utilisation
Le symbole ʅ est utilisé en premier par Johan August Lundell dans l’alphabet dialectal suédois de 1878 et est popularisé dans l’étude des langues sino-tibétaines par Bernhard Karlgren.

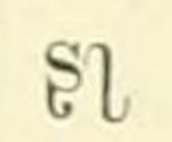
Le symbole dans le mot ʂʅ dans Karlgren 1926.

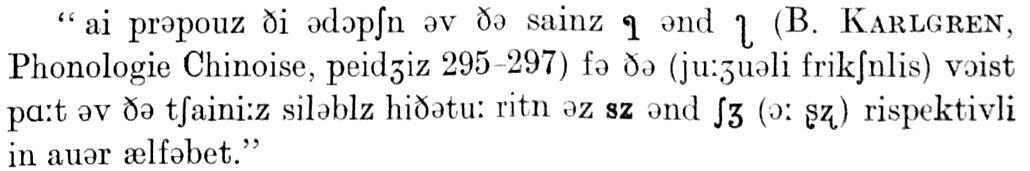
Les symboles ɿ et ʅ tel que suggérés par Chao Yuen Ren en 1931 pour l’API.

En 1931, Chao Yuen Ren suggère de remplacer les combinaisons de symboles [sz] et [ʃʒ] ou [ʂʐ] par les symboles de Karlgren [ɿ] et [ʅ].
Le son équivalent arrondi est représenté avec le h culbuté crosse réfléchie et hameçon rétroflexe ‹ ʯ ›,, dans l’usage non standard de l’alphabet phonétique internationale.

## Représentation informatique
Cette lettre possède la représentation Unicode suivante :
| formes    | représentations | chaînes de caractères | points de code | descriptions                                                    |
| --------- | --------------- | --------------------- | -------------- | --------------------------------------------------------------- |
| minuscule | ʅ               | ʅ                     | U+0285         | lettre minuscule latine r sans obit réfléchi hameçon rétroflexe |